# Die Schöngrubers
Die Schöngrubers ist eine im Jahr 1972 produzierte deutsch-österreichische Familienserie. Eine Wiener Familie versucht im Berlin des beginnenden 20. Jahrhunderts einen Neuanfang. Die Ausstrahlung in Deutschland erfolgte in allen regionalen Vorabendprogrammen.

## Handlung
Zu Beginn des 20. Jahrhunderts ist ein Hochschulstudium für eine Frau in Wien noch nicht möglich, doch im fortschrittlicheren Preußen haben Frauen bereits Zugang zu den Universitäten. Das Ehepaar Franz und Therese Schöngruber entschließt sich deswegen, von Wien nach Berlin umzusiedeln, wo Tochter Agnes ein Medizinstudium beginnen kann. Franz Schöngruber hat zudem in Berlin ein Uhrmacher-Geschäft geerbt und besitzt dort ein Mietshaus. Allerdings ist der Neubeginn alles andere als leicht, denn das Gebäude ist stark renovierungsbedürftig und das Uhrmacher-Geschäft läuft nicht gut. Mutter und Tochter lassen sich einiges einfallen, um die Familie über Wasser zu halten.

## Schauspieler und Rollen
| Schauspieler        | Rolle               |
| ------------------- | ------------------- |
| Hans Holt           | Franz Schöngruber   |
| Marika Rökk         | Therese Schöngruber |
| Gabriele Jacoby     | Agnes Schöngruber   |
| Rosemarie Kühn      | Käthe Gehrke        |
| Dieter Hallervorden | Wilhelm Gehrke      |
| Ingrid van Bergen   | Frau Pohlmann       |
| Günter Pfitzmann    | Dr. Pfeiffer        |

## Episoden
Alle Folgen wurden im Jahr 1972 zum ersten Mal ausgestrahlt. Sendetermin der Episode 1 war der 21. Juli.
| Folge | Titel                   |
| ----- | ----------------------- |
| 1     | Ankunft in Berlin       |
| 2     | Aller Anfang ist schwer |
| 3     | Der Nebenberuf          |
| 4     | Der Hoflieferant        |
| 5     | Die Verehrer            |
| 6     | Die Landpartie          |
| 7     | Die Demonstration       |
| 8     | Das Telefon             |
| 9     | Der Geburtstag          |
| 10    | Die Prüfung             |
| 11    | Die Einbrecher          |
| 12    | Das Dienstmädchen       |
| 13    | Die Reise nach Wien     |

## DVD-Veröffentlichung
Die Serie wurde am 14. Oktober 2011 in einer Komplettbox mit allen 13 Episoden von Turbine Medien veröffentlicht.